# Il generale non si arrende
Il generale non si arrende (Waltz of the Toreadors) è un film del 1962 diretto da John Guillermin.

## Trama
Questa è la fine di una gloriosa carriera militare: il generale Leo Fitzjohn si ritira nel suo maniero nel Sussex dove scriverà le sue memorie. Purtroppo la sua vita privata è un disastro: donnaiolo impenitente, Leo ha fatto infuriare la moglie Emily, ora una donna bisbetica e ipocondriaca, tanto più amareggiata perché ancora lo ama. Il generale ha due figlie dall'aspetto semplice che non gli piacciono e un'attraente amante francese, Ghislaine, con la quale ha una relazione platonica da diciassette anni. Quando Ghislaine riemerge, determinata a consolidare il suo amore per lui e a sbarazzarsi di Emily, Leo non sa cosa fare...

## Produzione
La pièce teatrale Waltz of the Toreadors era stata un successo a Londra nel 1957 in una produzione con Ralph Richardson e Margaret Leighton. Julian Wintle e Leslie Parkyn acquistarono i diritti per la trasposizione cinematografica della commedia per la loro compagnia, la Independent Artists.
Nel febbraio 1961 fu annunciato che Peter Sellers avrebbe fatto parte del cast in un adattamento sceneggiato da Wolf Mankowitz. Sellers era un attore molto richiesto all'epoca, avendo appena finito di girare Lolita e Il piacere della disonestà. La regia venne affidata a John Guillermin, che aveva già lavorato con Sellers ne I gangsters di Piccadilly. Il regista dichiarò che Mankowitz scrisse il copione in due settimane.
Originariamente era stata scritturata Maria Schell come co-protagonista di Sellers nel film, ma alla fine venne rimpiazzata da Dany Robin.
Le riprese si svolsero nel settembre 1961 presso i Pinewood Studios. Guillermin dichiarò in seguito: «Il film è stato incasinato dai produttori. Volevano fare una commedia slapstick». Disse inoltre di essere stato "buttato fuori dal montaggio del film" e in particolare che i produttori rovinarono una scena della durata di dieci minuti con Sellers e Leighton che era stata presa direttamente dalla commedia, e filmata in un'unica ripresa, inframezzandola ad altre scene che le fecero perdere d'intensità.

## Accoglienza

### Botteghino
Il film fu l'undicesimo più visto nel Regno Unito nella stagione 1961-1962.

### Critica
Sul The New York Times, Bosley Crowther scrisse: "Mr. Sellers, ancora sulla trentina, interpreta il ruolo comicamente rigido e panciuto di un generale dell'esercito britannico in pensione con un occhio ancora desideroso per le ragazze, e lo fa con dettagli così abili e diabolici che aggiunge un altro gioiello alla sua corona."
Filmink scrisse: "Non penso che la commedia sia il forte di Guillermin".

## Riconoscimenti
- 1962 – Festival internazionale del cinema di San Sebastián
  - Concha de Plata alla migliore attrice ad Anne Bancroft
  - Concha de Plata al miglior attore a Peter Sellers